# Andrés Rodríguez
Pour les articles homonymes, voir Rodríguez.
Andrés Rodríguez Vila est un joueur d'échecs uruguayen né le 19 décembre 1973 à Montevideo. Grand maître international depuis 1997, il a remporté l'open de Mar del Plata en 2007 et quatre fois le championnat uruguayen.
Au 1er août 2018, il est le premier joueur uruguayen avec un classement Elo de 2 487 points.

## Biographie et carrière
Andrés Rodríguez a remporté les tournois de :
- Punta del Este 1993 ;
- Rosario 1996 ;
- Córdoba (tournoi zonal) en 1998 ;
- Villa Martelli 2001 ;
- Buenos Aires 2003 ;
- Cipoletti 2000 ;
- Sao Paulo 2004.

Rodriguez a remporté le Championnat d'Uruguay d'échecs à quatre reprises (2012, 2018, 2024 et 2025).
Il a représenté l'Uruguay au premier échiquier lors de six olympiades (en 1994, 2004, 2010, 2012, 2016 et 2018), remportant la médaille d'argent au premier échiquier lors de l'Olympiade d'échecs de 2004 avec une marque de 8 points sur 10.
Lors du Championnat du monde de la Fédération internationale des échecs 1999 à Las Vegas, il fut éliminé au premier tour par Karen Asrian.
Lors de la Coupe du monde d'échecs 2009, il fut éliminé au premier tour par Sergueï Kariakine.